# Jamam
Jamam (hebr. ימ"מ, skrót. od יחידה מרכזית מיוחדת, Jechida Merkazit Mejuchedet, dosł. Centralna Jednostka Specjalna, ang. Yamam) – izraelska jednostka specjalna Straży Granicznej powstała w 1974 roku. Do jej głównych zadań należą działania antyterrorystyczne, ratowanie zakładników oraz zwalczanie przestępczości zorganizowanej.
Od grudnia 2021 roku Jamam jest główną jednostką antyterrorystyczną Izraela.

## Zadania i charakterystyka
Jamam jest uważana za elitarną jednostkę izraelską do walki z terroryzmem przy współpracy z Armią Obrony Izraela, Szabakiem i innymi jednostkami Policji Izraela. Obszar jej możliwości operowania obejmuje cały Izrael oraz Zachodni Brzeg.
Do głównych zadań Jamamu należą:
- zwalczanie terroryzmu,
- ratowanie zakładników,
- dokonywanie zatrzymań niebezpiecznych przestępców,
- współpraca z jednostkami policyjnymi i wojskowymi.

Jednostka ogłasza nabór raz do roku. Przyszły kandydat musi spełnić następujące wymagania: służba w jednostce bojowej Armii Obrony Izraela lub w jednej z jednostek mista’arawim w Straży Granicznej; ukończony kurs dowodzenia lub ukończona służba w batalionach rozpoznania, Sajjeret Szaldag, Jechidat Duwdewan, jednostkach mista’arawim; 12 lat edukacji; nienaganne zdrowie. W przypadku imigrantów wymaga się mieszkania w Izraelu przez co najmniej siedem lat. Funkcjonariusze Jamamu przechodzą także kursy snajperskie, medyczne, wspinaczki, kamuflażu i infiltracji (mista’arawim), wykorzystania psów służbowych.

## Historia
W latach 70. XX wieku działalność palestyńskich organizacji przeciw Izraelowi nasiliła się. Podczas Letnich Igrzysk Olimpijskich w Monachium w 1972 roku doszło do ataku na izraelskich sportowców i działaczy. W jego wyniku zginęło 11 Izraelczyków. W 1974 roku w Ma’alot miał miejsce atak na szkołę, w którym zginęło 24 uczniów. Wydarzenia te wraz z innymi, mniejszymi atakami przyczyniły się do powstania specjalnej komisji, która miała na celu wyznaczenie strategii walki z terroryzmem i podziałem obowiązków w tym obszarze pomiędzy policję i wojsko. W wyniku jej prac Policji Izraela przydzielono zadania związane ze zwalczaniem „wrogich działań terrorystycznych”. W tym samym roku decyzją głównego dowódcy Straży Granicznej powołano do życia jednostkę specjalną, początkowo nazywaną „kompanią uderzeniową”. Z czasem jej nazwę przemianowano na Jamam.
Kiedy Asaf Chefec sprawował funkcję trzeciego już dowódcy jednostki (od 1976 roku), wprowadzono w niej zmiany organizacyjne. Postanowiono, że Jamam stanie się jednostką w pełni zawodową. Do tej pory służbę w jednostce pełnili żołnierze służby zasadniczej. W 1976 roku jednostce zlecono zapewnienie bezpieczeństwa turystom przebywającym na Wzgórzu Świątynnym.
11 marca 1978 roku Jamam razem z Sajjeret Matkal wziął udział w działaniach przeciwko bojownikom Fatahu, którzy porwali autobus na nadmorskiej drodze („Krwawy autobus”). W wyniku wymiany ognia na blokadzie drogowej pod Tel Awiwem zginęło 35 osób (w tym dziewięciu zamachowców), a 71 zostało rannych. 2 terrorystów aresztowano. W trakcie działań raniono Asafa Chafeca.
1980 roku nowym dowódcą Jamamu został Szmu’el Cuker.
W 1984 roku, 12 kwietnia, miał miejsce tzw. incydent z linią nr 300. Wówczas to czterech Palestyńczyków porwało autobus nr 300 linii Tel Awiw-Aszeklon. Na początku do odbicia zakładników wyznaczono Jamam, który stawił się na miejsce wprost ze szkolenia z taktyki oswabadzania pojazdów. Następnie do operacji oddelegowano także Sajjeret Matkal, a Jamamowi nakazano wycofanie się 13 kwietnia.

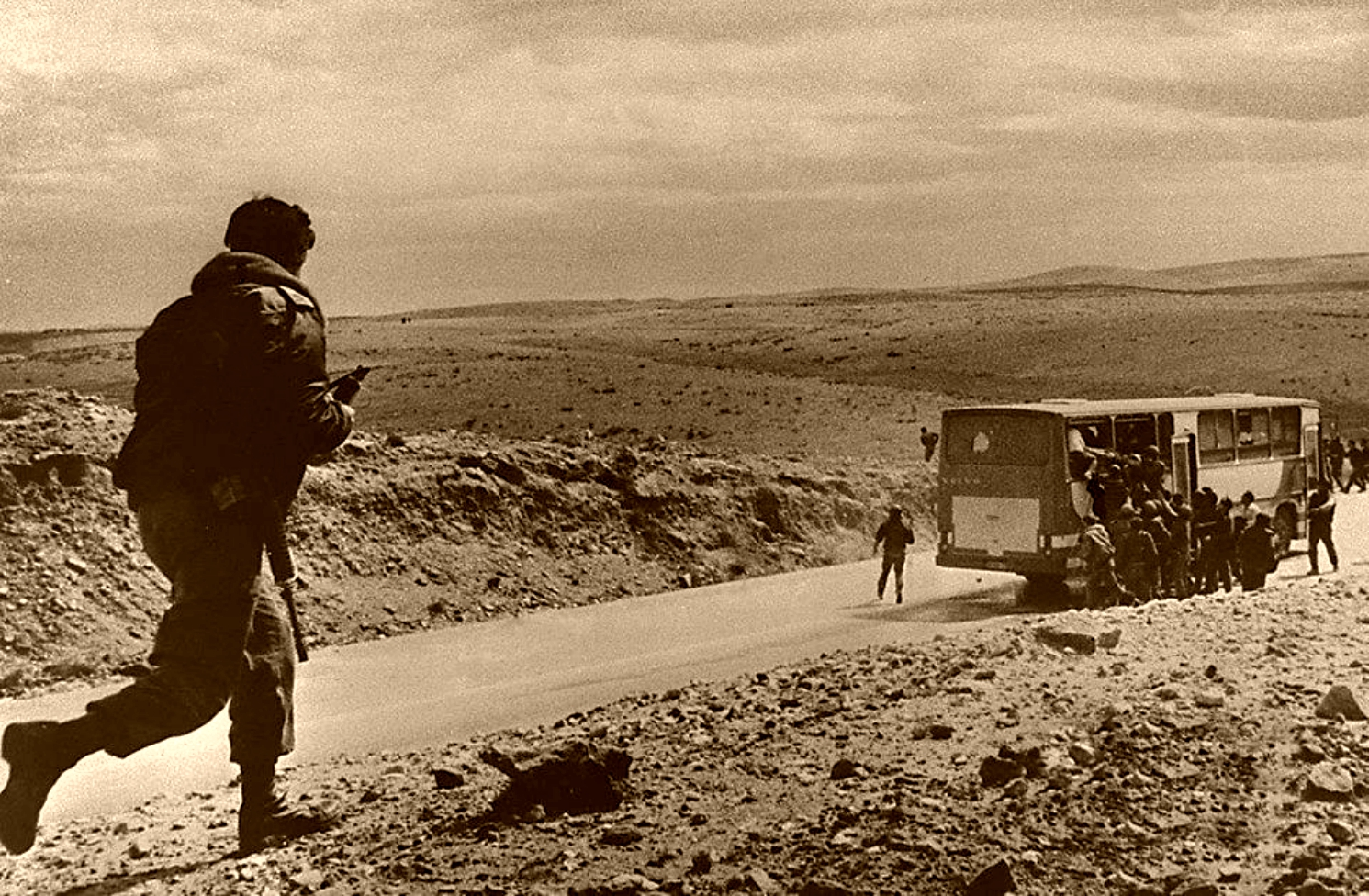
Atak Jamamu na autobus podczas incydentu z „Autobusem Matek”

W marcu 1988 roku Jamam przeprowadził od początku do końca swoją pierwszą operację podczas incydentu z „Autobusem Matek”. Był to porwany w okolicy Dimony przez trzech terrorystów autobus wiozący pracowników ośrodka atomowego. Na 11 zakładników 10 było kobietami. Kolejny raz operację uwolnienia miał przeprowadzić Sajjeret Matkal, ale będący na miejscu dowódca uparł się, że tym razem działania przeprowadzi Jamam. Na początku porywacze zostali ogłuszeni granatami hukowymi, potem funkcjonariusze Jamam dobiegli do autobusu i zabili terrorystów. Mimo śmierci trzech zakładników, operację ogłoszono sukcesem jednostki.
Kolejną operacją, w której udział miał wziąć Jamam, było uwolnienie wziętego do niewoli przez Palestyńczyków żołnierza Brygady Golani. Szabak postanowił, że w operacji weźmie udział Jamam, z kolei wojsko optowało za Sajjeret Matkal, ponieważ żołnierz przetrzymywany był na terytoriach palestyńskich. Obie jednostki przedstawiły swój plan uwolnienia. Ostatecznie wybrano jednak Sajjeret Matkal. Operacja zakończyła się niepowodzeniem, co było wynikiem zignorowania przez wojskowych uwag funkcjonariuszy Jamamu, iż zbyt mała ilość ładunków wybuchowych założonych na drzwi wejściowe może zniwelować efekt zaskoczenia.
W latach 90. XX wieku jednostka brała udział w wielu operacjach antyterrorystycznych w Izraelu i na Zachodnim Brzegu. Funkcjonariusze Jamamu w 1994 roku brali udział w poszukiwaniach i wyeliminowaniu zabójców oficera Szabaku No’ama Kohena. W 1998 roku Jamam brał udział w operacji zabicia dowódcy zbrojnego ramienia Hamasu na Zachodnim Brzegu w Hebronie.
Po rozpoczęciu intifady Al-Aksa Jamam nawiązał ściślejszą współpracę z Szabakiem i Armią Obrony Izraela. W marcu 2000 roku Jamam dokonał nalotu na bazę terrorystów w Tajbe oraz na laboratorium materiałów wybuchowych w Nablusie . 22 stycznia 2002 roku jednostka przeprowadziła atak na budynek, w którym składowano chemikalia do produkcji ładunków wybuchowych. W tym samym roku jednostka wyeliminowała Adwana w Tubas, który miał być odpowiedzialny za ataki na Izraelczyków i śmierć 77 osób .

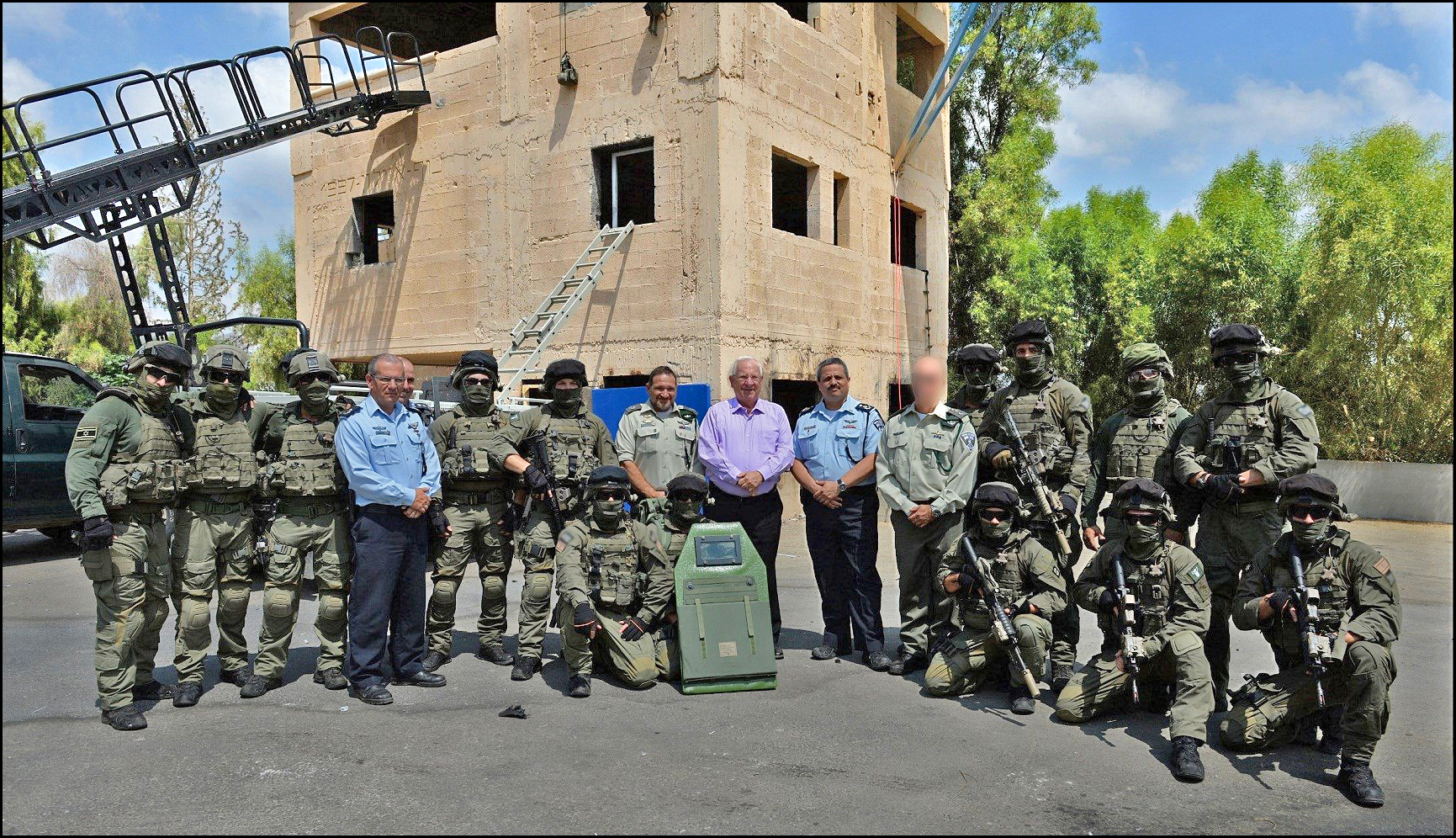
Wizytacja jednostki przez prezydenta Izraela Re’uwena Riwlina

W 2003 roku jednostka wyeliminowała dowódcę Hamasu na Zachodnim Brzegu odpowiedzialnego za śmierć 52 osób i m.in. atak na linię nr 14 w Jerozolimie. Jamam zlikwidował także struktury Hamasu w Ramallah.
W 2005 roku Jamam brał udział w operacji zatrzymania Ibrahima Ranimata, który oskarżany był o planowanie i przeprowadzanie ataków terrorystycznych (m.in. w Tel Awiwie) i porwania . W tym samym roku w Nablusie Jamam wyeliminował trzech bojowników palestyńskich. Jeden z nich, Baszar Chanani, był odpowiedzialny za przeprowadzenie zamachu m.in. na bazarze Karmel w Tel Awiwie w 2004 roku .
W styczniu 2006 roku w Dżaninie Jamam zlikwidował dowódcę Brygad al-Kuds podległych Palestyńskiemu Islamskiemu Dżihadowi. Zabity miał być odpowiedzialny za wybór celów i koordynację zamachów na terenie Izraela w 2005 roku .
W 2009 roku, po 14 latach poszukiwań, w Hebronie funkcjonariusze Jamamu zabili przywódcę Brygad Izz ad-Dina al-Kassama. Operacja koordynowana była z Armią Obrony Izraela oraz Szabakiem. Zabity odpowiedzialny był za rekrutowanie bojowników do oddziałów atakujących podróżnych i żołnierzy na terenie Zachodniego Brzegu .
W listopadzie 2013 roku Jamam z Szabakiem zlikwidował komórkę dżihadystów w Hebronie. Według ujawnionych szczegółów śledztwa grupa planowała przeprowadzić zamachy w różnych częściach Izraela oraz ataki przeciwko instytucjom Autonomii Palestyńskiej . 4 grudnia 2013 roku Jamam przeprowadził w Aszkelonie operację uwolnienia dziewczynki porwanej przez chorego psychicznie mężczyznę. Po dwóch godzinach negocjacji oddział Jamamu wkroczył do mieszkania, dokonał aresztowania mężczyzny i uwolnił zakładniczkę .
W lipcu 2014 roku Jamam zatrzymał w Hebronie Palestyńczyka, który udzielał wsparcia grupie, która 12 czerwca 2014 roku porwała i zabiła trzech Izraelczyków z Gusz Ecijon. Zatrzymania udało się dokonać, zanim podejrzany zdołał uciec do Jordanii .
20 października 2015 roku oddział snajperów Jamamu przy wsparciu Szbaku i armii zlikwidował oddział Palestyńczyków, który ostrzeliwał wojskowe patrole i rolników wzdłuż ogrodzenia ze Strefą Gazy .
W latach 2019–2020 przeprowadziła 508 operacji i interwencji (195 operacji w ramach walki z przestępczością, 313 operacji w ramach walki z terroryzmem), w których zatrzymano 166 terrorystów i przestępców.
1 grudnia 2021 roku premier Izraela Naftali Bennett ogłosił Jamam główną jednostką antyterrorystyczną Izraela .

## Odznaczenia
Jednostka została czterokrotnie odznaczona Nagrodą Komisarza Policji Izraela w 2011 roku za działania antyterrorystyczne , w 2014 roku za działania antyterrorystyczne w latach 2013–2014, w 2016 roku za wzorową służbę w walce z terroryzmem, w 2020 roku za walkę z terroryzmem i zorganizowaną przestępczością.